# Trichoptya nigropunctata
Trichoptya nigropunctata är en fjärilsart som beskrevs av W. Warren 1912. Trichoptya nigropunctata ingår i släktet Trichoptya och familjen nattflyn. Inga underarter finns listade i Catalogue of Life.